# Jonkowo (Bułgaria)
Jonkowo (bułg. Йонково) – wieś w Bułgarii, w obwodzie Razgrad, w gminie Isperich. W 2023 roku liczyła 622 mieszkańców.